# 薯條堡
薯條堡（法語：Mitraillette，法語發音：[mitʁajɛt]，意指「冲锋枪」）是一種常見於咖啡店及frietkot等速食餐廳的比利時料理。廣受學生族群的歡迎。
通常認為薯條堡起源於布鲁塞尔-首都大区，然而其亦盛行於法兰德斯、瓦隆大区及法国北部-加来海峡等地。在這些地方，薯條堡也稱Américain（意指「美國人」）。

## 組成
一份常見的薯條堡通常包括：
- 法式长棍面包
- 薯條
- 油炸肉類，如香腸、漢堡排或肉排
- 醬料，如美乃滋、番茄醬、比利時薯條醬（英语：sauce andalouse）、大蒜醬（英语：garlic sauce）或蛋黃醬汁（英语：bearnaise sauce）等

通常還會加入包括磨碎的胡萝卜、新鮮的莴苣及番茄切片的Crudités。乾酪和捲心菜也是常見的配料。